# Sächsisches Nutzfahrzeugmuseum

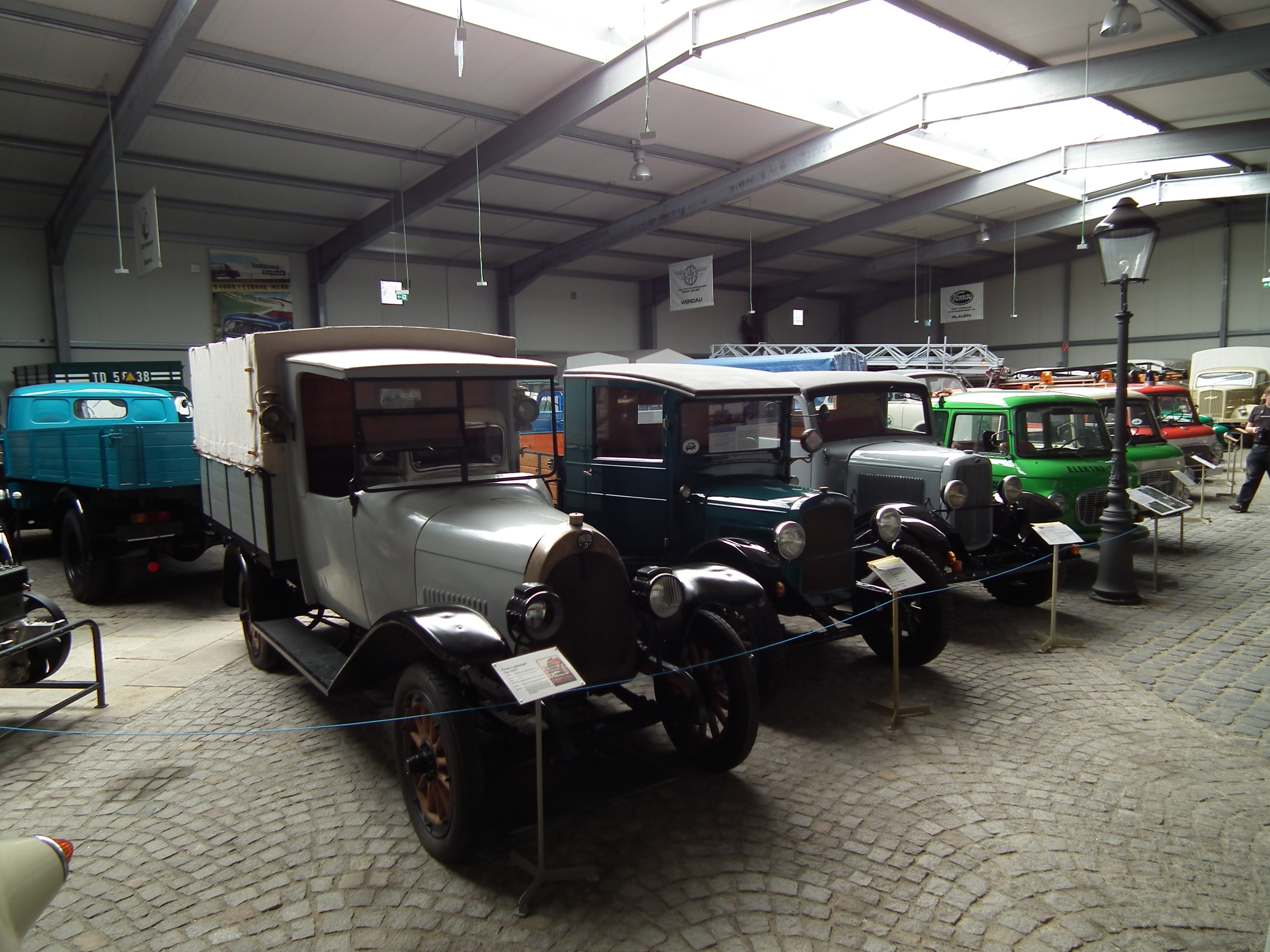
Blick in die Halle. Von links nach rechts ein Presto, ein Chevrolet aus deutscher Produktion, ein Ford aus deutscher Produktion und drei Barkas.

Das Sächsische Nutzfahrzeugmuseum ist ein Fahrzeugmuseum in Sachsen.

## Geschichte
1995 wurde der Verein Historische Nutzfahrzeuge Hartmannsdorf e.V. gegründet. Am 26. Mai 2001 eröffnete er das Museum in Hartmannsdorf in der Nähe von Chemnitz. Die Ausstellungsfläche beträgt etwa 1400 Quadratmeter. Das Museum ist an sechs Tagen pro Woche geöffnet – zumindest im Sommer. Immer am 1. Mai wird ein Veteranentreffen veranstaltet.

## Ausstellungsgegenstände
Es sind etwa 35 Lastkraftwagen und Omnibusse ausgestellt. Daneben gibt es Sonderfahrzeuge, Baumaschinen, Baugeräte und sechs Motoren. Außerdem werden Kleintransporter wie der Barkas B 1000 und ein Trabant 601 präsentiert.
Das älteste Fahrzeug ist ein Presto von 1913. Daneben werden Robur LO 3000, IFA H3, Vomag, IFA H6, IFA S4000, Mercedes-Benz, Magirus, Borgward, Opel, Hansa-Lloyd, Ford, Chevrolet und Steyr ausgestellt.

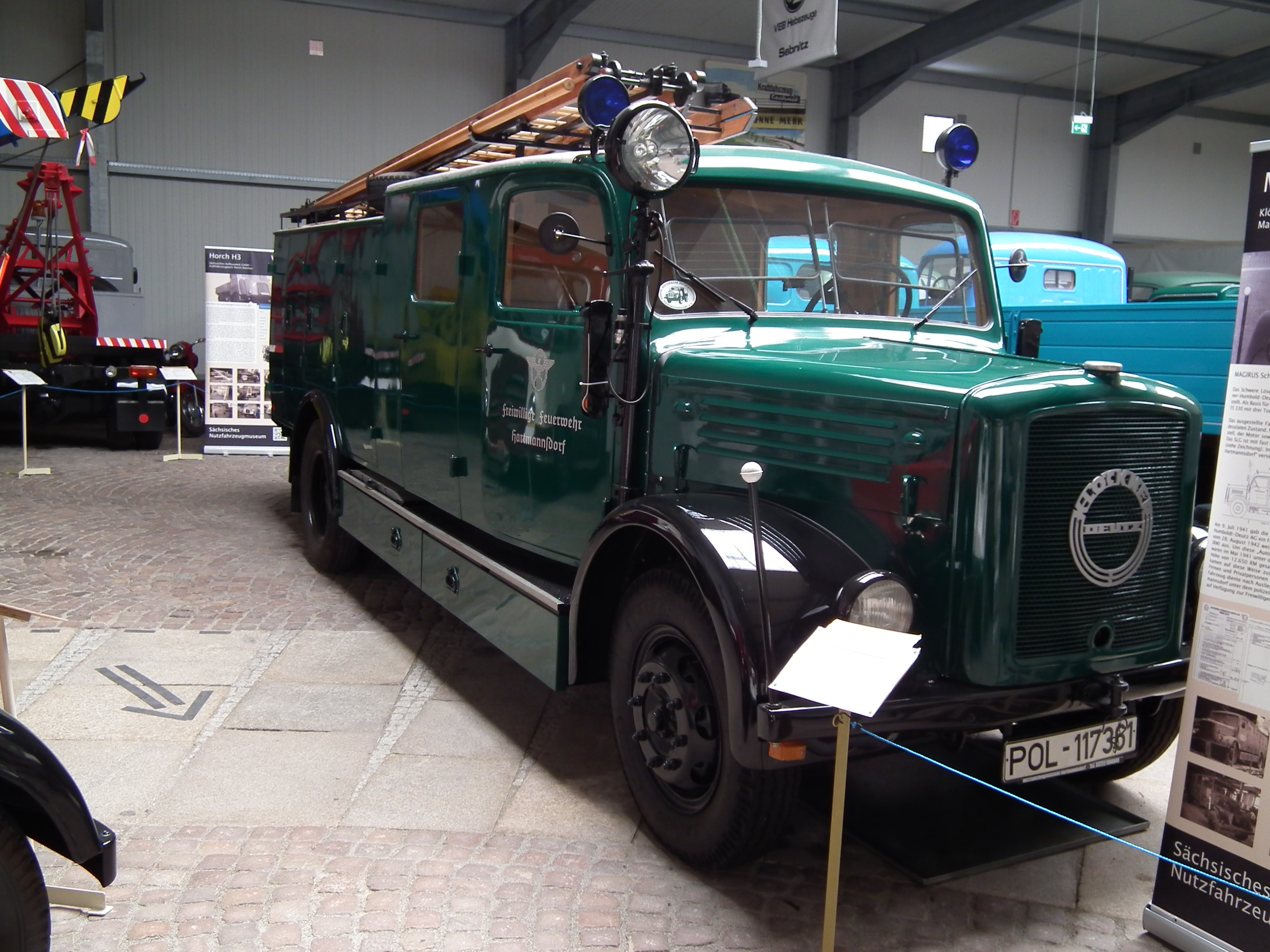
Deutz
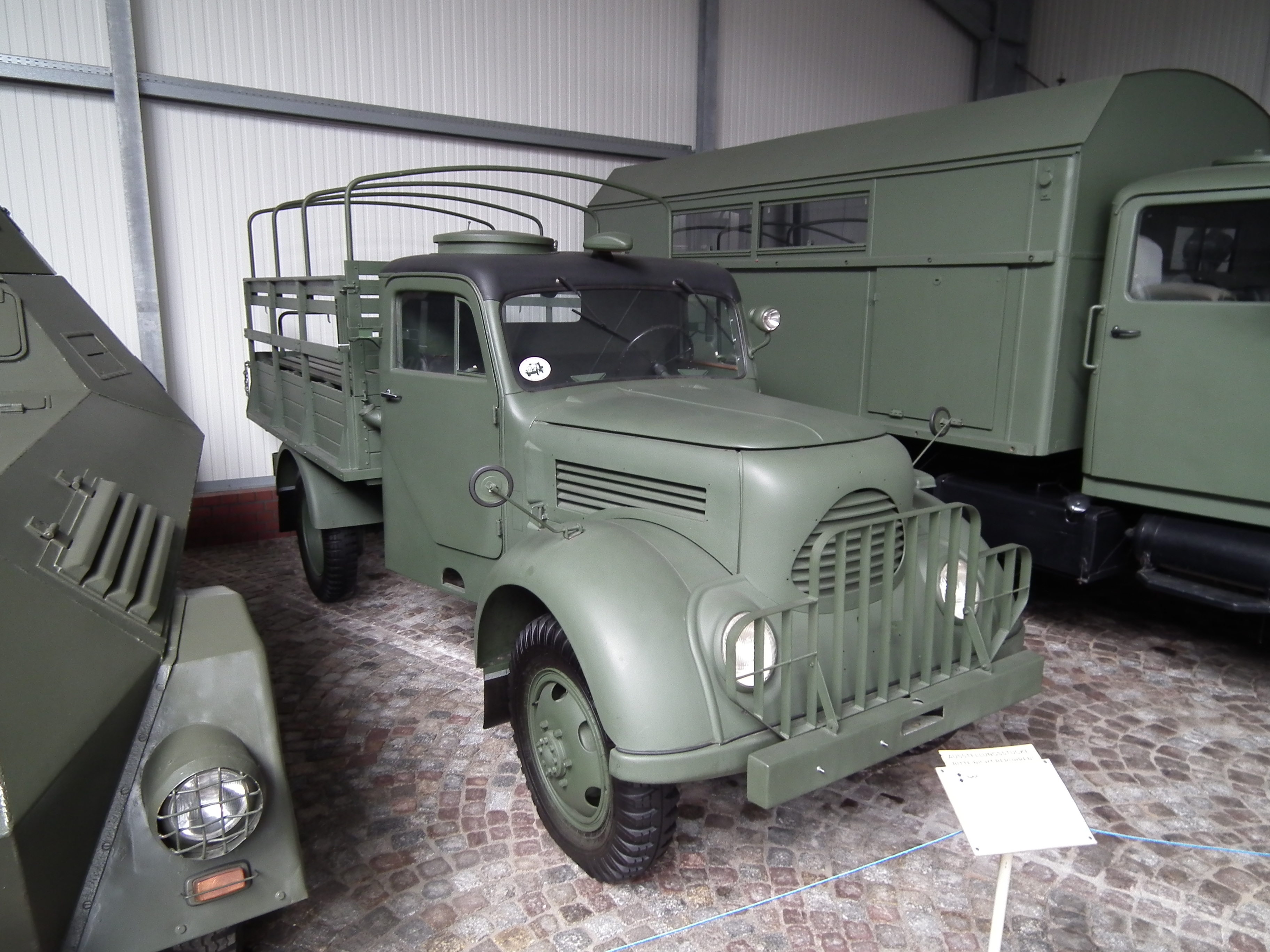
Robur Garant
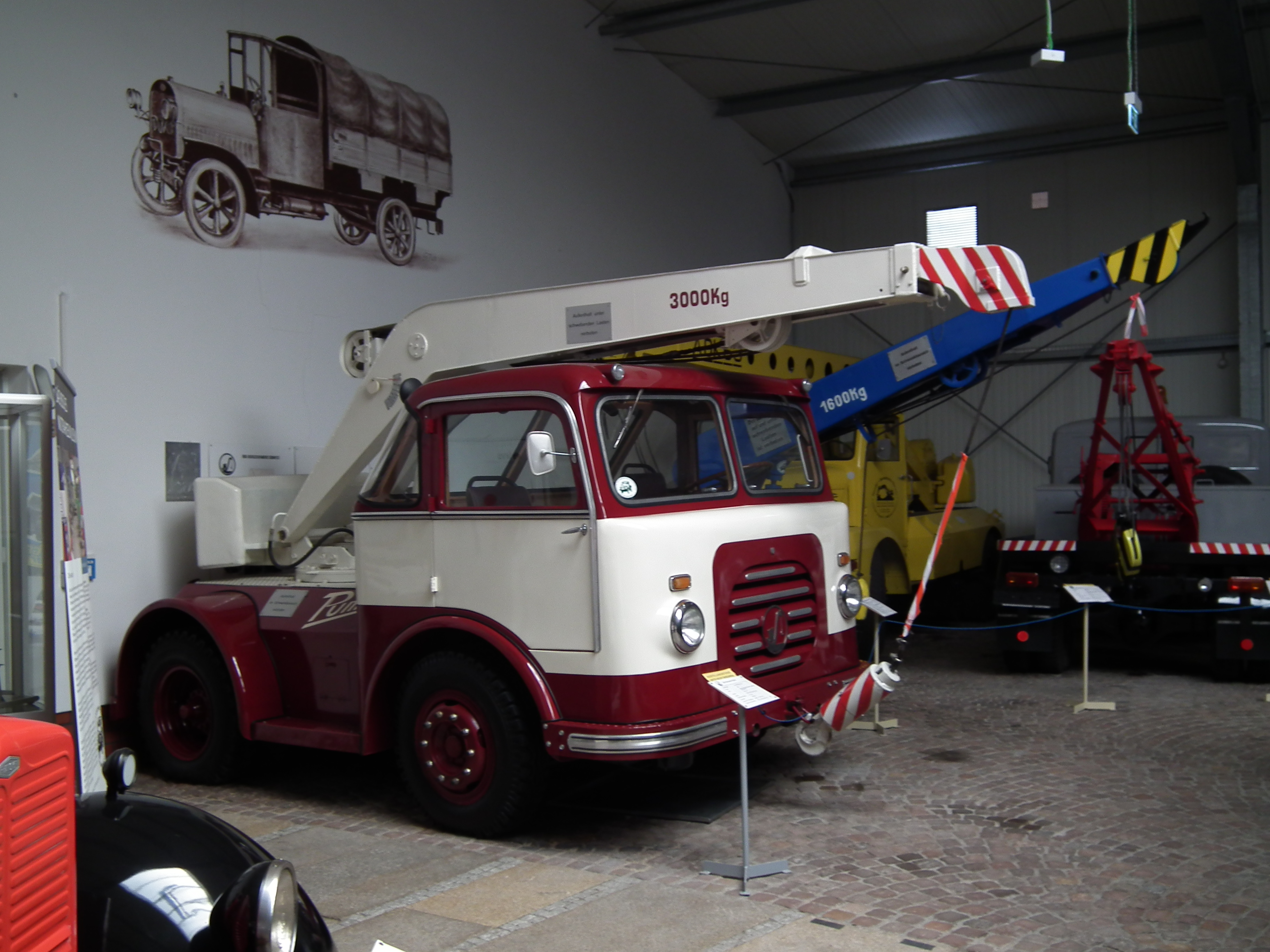
Autodrehkran Puma
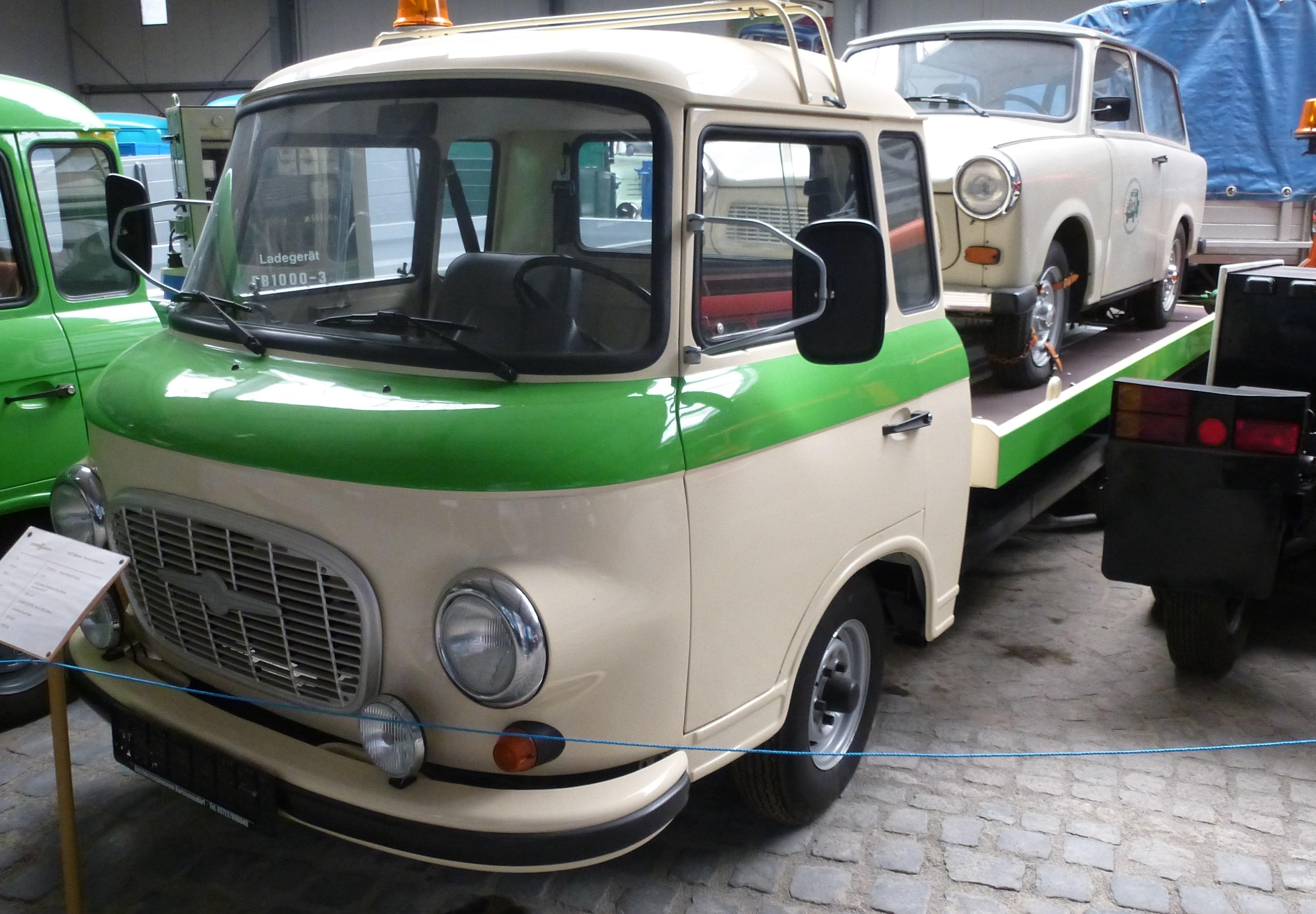
Barkas B 1000 mit Trabant 601
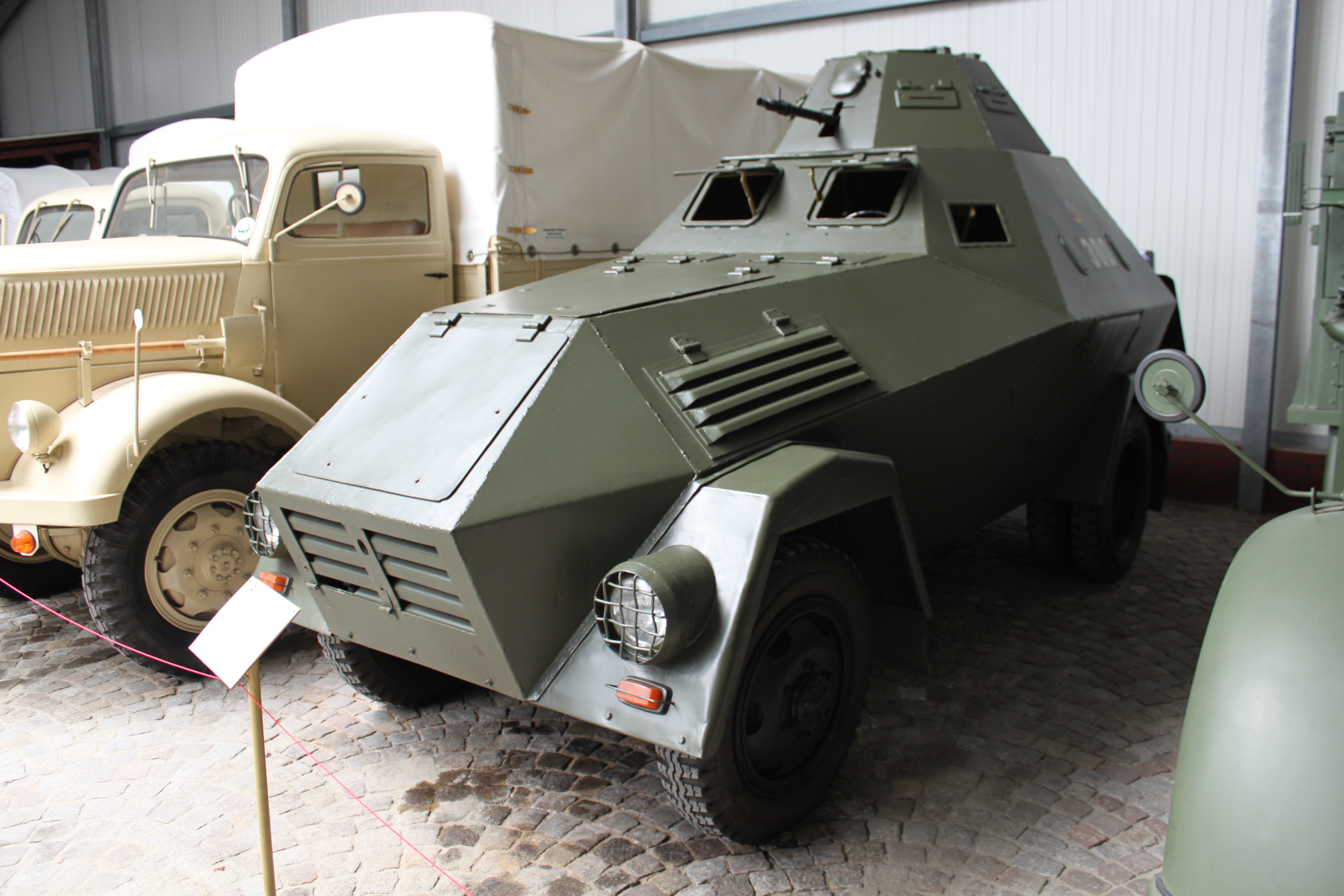
Sonder Kfz-1